# Gieorgij Brant
Gieorgij Rostisławowicz Brant (ros. Георгий Ростиславович Брант, ur. 24 października 1904 w Moskwie, zm. 15 października 1976 we Włodzimierzu) – radziecki działacz partyjny i państwowy narodowości niemieckiej.

## Życiorys
W latach 1921–1924 był funkcjonariuszem Komsomołu w guberni kałuskiej, od 1922 należał do WKP(b), 1924-1929 był funkcjonariuszem partyjnym w guberni kałuskiej, a 1929-1932 w obwodzie moskiewskim, 1932 został I sekretarzem rejonowego komitetu WKP(b) w obwodzie moskiewskim. W 1937 kierował Wydziałem Rolnym Moskiewskiego Komitetu Obwodowego WKP(b), 1938 był szefem moskiewskiego obwodowego oddziału rolnego, 1938-1941 zastępcą przewodniczącego Rady Komisarzy Ludowej Niemieckiej Nadwołżańskiej ASRR, a 1941 zastępcą przewodniczącego Komitetu Wykonawczego Saratowskiej Rady Obwodowej. Od 1941 walczył w Armii Czerwonej, 1943-1945 był członkiem Rady Wojennej 49 Armii Frontu Zachodniego/2 Frontu Białoruskiego w stopniu pułkownika, a od 1945 do maja 1946 zastępcą przewodniczącego Komitetu Wykonawczego Włodzimierskiej Rady Obwodowej. Od 30 maja 1946 do marca 1951 był przewodniczącym Komitetu Wykonawczego Włodzimierskiej Rady Obwodowej, 1952 przewodniczącym Rady ds. Kołchozów przy Radzie Ministrów ZSRR na obwód stalingradzki, 1954-1957 sekretarzem Włodzimierskiej Obwodowej Rady Związków Zawodowych, następnie przeszedł na emeryturę.

## Odznaczenia
- Order Lenina
- Order Czerwonego Sztandaru (trzykrotnie)
- Order Czerwonej Gwiazdy
- Order „Znak Honoru”